# Fleuriel
Fleuriel ist eine zentralfranzösische Gemeinde mit 339 Einwohnern (Stand: 1. Januar 2022) im Département Allier in der Region Auvergne-Rhône-Alpes. Sie gehört zum Arrondissement Vichy und ist Mitglied im Gemeindeverband Communauté de communes Saint-Pourçain Sioule Limagne. Die Bewohner werden Fleuriélois und Fleuriéloises genannt.

## Geographie
Der Ort Fleuriel liegt in der fruchtbaren und waldreichen Landschaft des Bourbonnais in einer Höhe von etwa 370 m. Die Stadt Moulins befindet sich rund 42 Kilometer Fahrtstrecke nordöstlich; die Stadt Clermont-Ferrand liegt etwa 73 Kilometer südlich.
Zur Gemeinde gehören mehrere Weiler (hameaux) und Einzelgehöfte.

## Geschichte
Zur Geschichte des Ortes ist nur wenig bekannt. In einer mittelalterlichen Urkunde hieß er Floriacum, was auf einen gallorömischen Ursprung hindeuten könnte. Er lag möglicherweise an einer nur wenig bekannten und – wegen des Fehlens von Jakobsmuscheln und anderen Hinweisen – nur schlecht dokumentierten Nebenstrecke des Jakobswegs (Chemin de Saint-Jacques en Bourbonnais), der von Vézelay über Sançoins, Saint-Menoux, Souvigny, Charroux und Mozac nach Clermont verlief, und sich später mit einem der Hauptwege (Via Lemovicensis oder Via Podiensis) vereinigte. Im 12. Jahrhundert gehörten die Kirche und damit auch der Ort zeitweise zum Einflussbereich der Benediktinerabtei Tournus im Burgund.

### Bevölkerungsentwicklung
Im 19. Jahrhundert stieg die Zahl der Einwohner von etwa 600 auf zeitweise über 1000 Personen an; aufgrund der Reblauskrise im Weinbau und der Mechanisierung der Landwirtschaft sank die Einwohnerzahl der Gemeinde danach kontinuierlich bis auf die Tiefststände der letzten Jahrzehnte ab.
| Jahr      | 1962 | 1968 | 1975 | 1982 | 1990 | 1999 | 2006 | 2012 | 2019 |
| Einwohner | 527  | 429  | 335  | 330  | 330  | 311  | 360  | 342  | 341  |

## Wirtschaft
Jahrhundertelang lebten die Einwohner von Fleuriel als Selbstversorger von der Landwirtschaft, zu der auch der Weinbau gehörte; hinzu kamen regionaler Kleinhandel und Handwerk. Während der Reblauskrise gegen Ende des 19. Jahrhunderts kam der Weinbau zeitweilig völlig zum Erliegen, doch werden mittlerweile wieder Rot-, Rosé- und Weißweine produziert, die über die Appellationen ‚Saint-Pourçain‘ und ‚Val de Loire‘ vermarktet werden. Aufgrund der verbesserten Infrastrukturbedingungen konnten die – oft noch auf von Hecken umzäunten Feldern (bocages) – angebauten landwirtschaftlichen Produkte seit etwa der Mitte des 20. Jahrhunderts auch überregional abgesetzt werden. Einige der leerstehenden Häuser des Ortes wurden zu Ferienwohnungen (gîtes) umgebaut.

## Sehenswürdigkeiten
Die ehemalige Prioratskirche und heutige Pfarrkirche Notre-Dame ist ein von der burgundischen Kunst beeinflusster Bau des 12. Jahrhunderts, worauf in erster Linie die beiden Portalgewände und die Kapitelle im Innern der Kirche verweisen. Das leicht aus dem Baukörper hervortretende, mehrfach abgestufte und variantenreich profilierte Archivoltenportal zeigt eingestellte Säulen, deren Kapitelle mit phantastischen Tierfiguren und Rankenwerk geschmückt sind, sowie zwei äußere Pilaster mit Kannelüren, wie sie für die burgundische Architektur der Zeit charakteristisch sind. Bemerkenswert ist der obere Abschluss der Portalzone mit einem wie gedrechselt wirkenden Stabornament und einem figürlichen Konsolenfries, dessen Zwischenfelder mit diversen Stern- und Blütenmotiven reich geschmückt sind; hinzu kommt zuoberst ein Mäanderfries. Das nicht geschmückte Tympanonfeld ist giebelförmig; das  Vielpassfenster im Giebel ist von einem reich profilierten und mehrfach in die Tiefe gestaffelten Vielpassrahmen umschlossen. Das dreischiffige Innere der Kirche zeigt ein Tonnengewölbe mit Gurtbogenunterzügen im Mittelschiff sowie Kreuzgratgewölben in den Seitenschiffjochen. Die Kapitelle im Innern wiederholen die Formenvielfalt des Portals; eines zeigt jedoch eine sitzende und auf einen Stab gestützte Person, der gemeinhin als Jakobus der Ältere (Saint-Jacques) interpretiert wird. Das Bauwerk wurde bereits im Jahr 1954 als Monument historique anerkannt.